# مرگ آیرتون سنا
آیرتون سنا، رانندهٔ فرمول یک، در ۱ مه ۱۹۹۴ و در حالی که در جایگاه اول گراند پری ۱۹۹۴ سان مارینو در حال مسابقه بود، پس از این‌که خودروی او با موانع بتنی کنار پیست انزو دینو فراری در ایتالیا برخورد کرد، درگذشت. یک روز پیش از این حادثه، رولند راتزنبرگر پس از تصادف در مرحلهٔ رده‌بندی برای مسابقه کشته شده‌بود. در میان حوادثی که در آن آخر هفته رخ داده‌بود، تصادف‌های راتزنبرگر و سنا بدترین تصادف‌ها بودند و اولین حادثه‌های مرگباری بودند که پس از گذشت دوازده سال در طول یک مسابقهٔ فرمول یک اتفاق می‌افتادند. این دو حادثه به نقطهٔ عطف موضوع ایمنی در مسابقات فرمول یک بدل شدند و باعث پدیدار شدن معیارهای جدید ایمنی در فرمول یک و پیست‌های مسابقه گردیدند؛ این دو حادثه همچنین به تشکیل دوبارهٔ انجمن رانندگان گراند پری منجر شدند. طبق رأی دیوان عالی مجازات ایتالیا، نقص فنی مکانیکی دلیل این تصادف بود؛ با این حال بر سر این موضوع، اختلافاتی وجود داشت.

## پیش‌زمینه
سنا در سال ۱۹۹۴ تیم مک‌لارن که در سال ۱۹۸۸ به آن پیوسته بود و مدت زیادی با آن‌ها همکاری کرده‌بود را ترک کرد تا به تیم ویلیامز پیوسته و با جانشینی هم‌تیمی سابق خود یعنی آلن پروست، در کنار دیمون هیل به فعالیت بپردازد. انتظار می‌رفت که ویلیامز همانند دو فصل پیشین با حضور پروست و نایجل منسل، در این فصل نیز مدعی جایگاه قهرمانی جهان فرمول یک شود؛ هرچند که با توجه به ممنوعیت استفاده از سیستم‌های کمکی الکترونیکی برای فصل ۱۹۹۴، خودروها فاقد چنین سیستم‌هایی بودند.
سنا در زمان رونمایی از تیم جدیدش در طول آزمون‌های مرسوم پیش از فصل در استوریل، در مورد خودروی ویلیامز اف‌دبلیو۱۵ چنین گفت:
من نسبت به راندن این خودرو و رساندن آن به مرز محدودیت‌ها و فراتر از آن‌ها حس خوبی ندارم؛ بنابراین حتی یک دور هم نبوده که من احساس راحتی یا اطمینان منطقی داشته‌باشم. من در این خودرو، ناراحت هستم. همه‌چیز اشتباه به‌نظر می‌رسد. ما صندلی و چرخ را تعویض کردیم، اما با این‌حال من هنوز هم درخواست فضای بیشتر دارم. در مقایسه با زمانی که در ماه سپتامبر گذشته در استوریل مسابقه دادیم، دشواری بیشتری احساس می‌شود. بعضی از این‌ها به‌خاطر فقدان تغییرات الکترونیکی است. همچنین، این خودرو مشخصات منحصر به خودش را دارد که من هنوز به آن‌ها کاملاً مسلط نیستم. این موضوع، آدم را ناراحت‌تر می‌کند و به اضطراب می‌کشاند.
همزمان با آغاز فصل، مشکلات نیز ادامه داشتند. سنا بدترین شروع خود در یک فصل فرمول یک را تجربه کرد و با وجود به‌دست آوردن جایگاه پول پوزیشن در دو مسابقهٔ اول، از به پایان رساندن این دو مسابقه (گراند پری‌های برزیل و اقیانوسیه) و کسب امتیاز، بازماند. میشائیل شوماخر که در آن زمان رانندهٔ تیم بنتون بود، تا زمان شروع مسابقهٔ سوم فصل در پیست ایمولا صدرنشین جدول قهرمانی بود و با سنا ۲۰ امتیاز اختلاف داشت.

## گراند پری ۱۹۹۴ سان مارینو

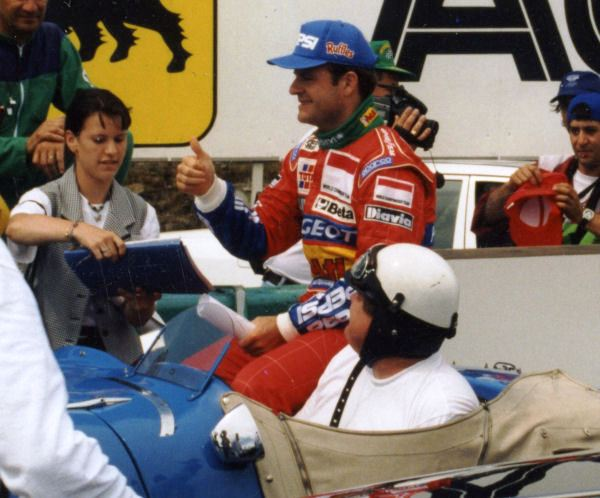
روبنس باریکلو (تصویر ثبت‌شده در گراند پری ۱۹۹۵ فرانسه) یک تصادف با سرعت بالا را در پیچ واریانت باسا تجربه کرد.

در جمعهٔ پیش از مسابقه، روبنس باریکلو شاگرد سنا، که برای تیم جردن رانندگی می‌کرد، یک پیچ مسیر را قطع کرده و تصادف شدیدی را با سرعت ۲۳۰ کیلومتر بر ساعت (۱۴۳ مایل بر ساعت) در پیچ واریانت باسا تجربه کرد. سنا از خودروی ویلیامز خود خارج شده و خود را به صحنهٔ برخورد رساند. دقایقی پس از حادثه، باریکلو دوباره هوشیاری خود را به‌دست‌آورد و سنا را بالای سر خود دید که به او نگاه می‌کند. سنا پس از این‌که متوجه شد باریکلو نجات یافته‌است، به خودروی خود برگشته و دورهٔ تمرین خود را از سر گرفت.
پس از پایان یافتن مرحلهٔ تمرینی، او خودروی خود را ترک کرد و به آشیانهٔ تیم ویلیامز رفت تا در مصاحبه‌ای از پیش برنامه‌ریزی‌شده شرکت کند. او به خبرنگاران گفت که یک ساعت صبر کنند تا او همراه با مهندس مکانیک خود، دیوید براون، مشکلات خودرو را بررسی کند. پس از مصاحبه، سنا کار خود با براون را برای دو ساعت دیگر نیز ادامه داد. طبق گزارش‌ها، او زمانی که به هتل خود در کسل سان پیترو بازگشت، با دوست دخترش آدریان گالیستو تماس تلفنی داشته و همزمان که ماجرای تصادف باریکلو در آن روز را برای او تعریف می‌کرده، به گریه افتاده‌بود.
در صبح روز شنبه، سنا بهترین زمان انفرادی خود برابر با ۱ دقیقه و ۲۲٫۰۳ ثانیه را به ثبت رساند و با هم‌تیمی خود دیمون هیل به توافق رسید که خودرو بهبود یافته‌است. باریکلو که از مرکز پزشکی مرخص شده‌بود، به سنا گفته‌بود که در حال برگشت به انگلستان است تا مسابقه را از طریق تلویزیون تماشا کند.

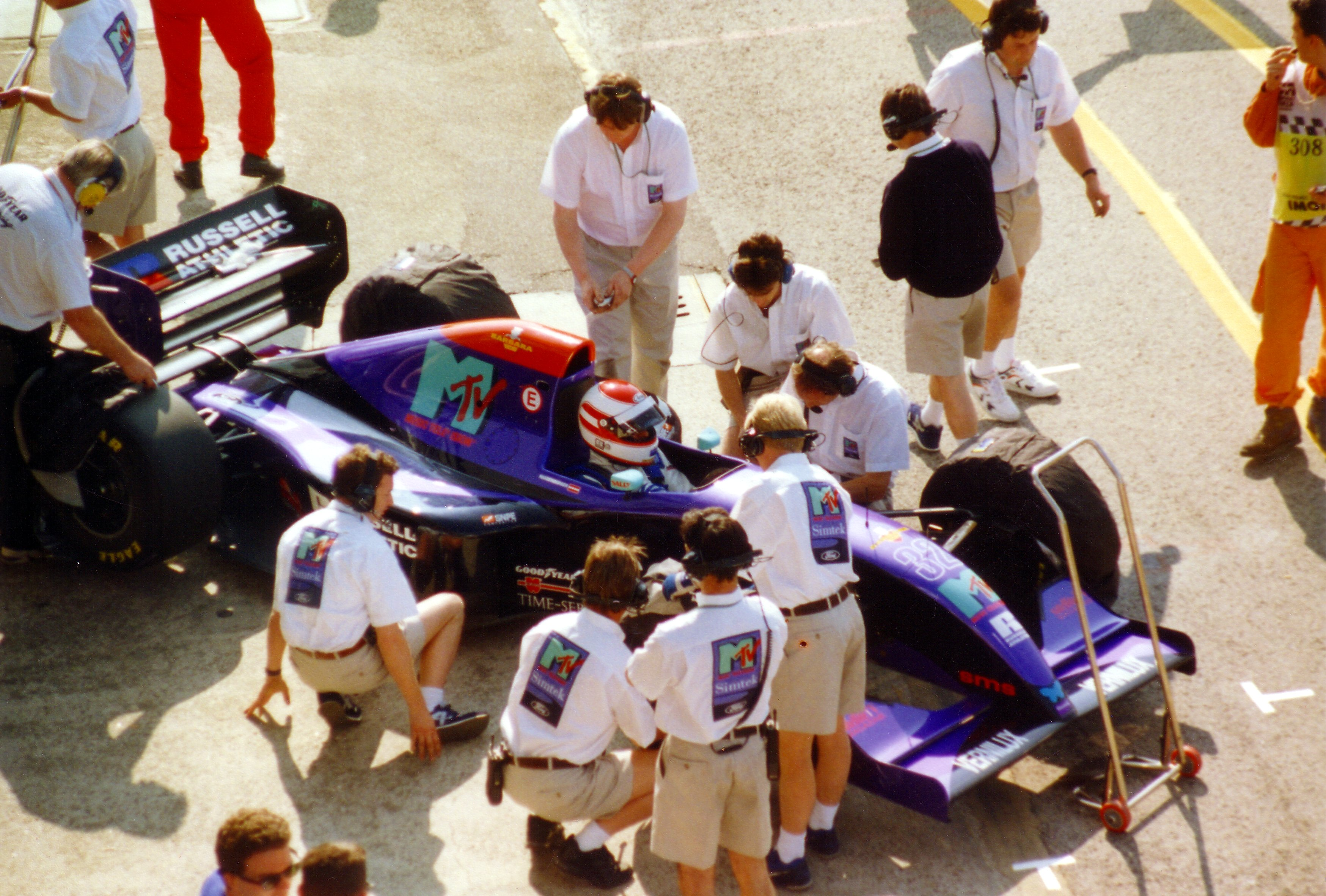
رولند راتزنبرگر پس از برخورد با دیوار بتونی در پیچ ویلنیوو کشته شد.

در بعد از ظهر همان روز، مرحلهٔ دوم رده‌بندی آغاز شد و پس از گذشت ۱۸ دقیقه از شروع این مرحله، رانندهٔ تیم سیمتک، رولند راتزنبرگر با سرعت ۳۱۴ کیلومتر بر ساعت (۱۹۵ مایل بر ساعت) با دیوارهٔ بتنی در پیچ ویلنیوو برخورد کرد. دلیل این برخورد، نقص فنی در بالهٔ جلو تشخیص داده‌شد. خودروی او پس از برخورد با مانع بتونی به هوا پرتاب شد و در میان همان بخش از پیست متوقف شد. سنا پس از مشاهدهٔ تصاویر برخورد، با عجله به مسیر پیت رفت تا سوار یک خودروی امدادی شود. پس از این‌که او به صحنهٔ حادثه رسید و راتزنبرگر نیز به آمبولانس منتقل شد، سنا خودروی سیمتک تخریب‌شده را مورد بررسی قرار داد. او سپس به مرکز پزشکی پیست رفت و در آن‌جا سید واتکینز، جراح مغز و اعصاب، به او گفت که راتزنبرگر مرده‌است. در حالی که آن دو با یکدیگر در حال ترک مرکز بودند، واتکینز به سنا گفته‌بود که او هرگز مجبور نخواهد بود که به مسابقه‌دادن ادامه دهد و به او پیشنهاد کرد که مسابقه را کنار بگذارد و با او به ماهی‌گیری برود. سنا نیز در پاسخ به واتکینز گفته‌بود که او نمی‌تواند از مسابقه‌دادن دست بکشد. او سپس به گاراژ ویلیامز بازگشته‌بود و پاتریک هد و فرانک ویلیامز را فراخوانده و با آن‌ها در مورد موقعیت جاری و تصمیمش مبنی بر کنار کشیدن از باقی مرحلهٔ رده‌بندی صحبت کرده‌بود.
بر اساس گزارش‌ها، سنا به محل اسکان موقتش اعزام شد و در آن‌جا در حالی که به شدت می‌گریست، بر زمین افتاد. این موضوع، باعث نگرانی ویلیامز شد، او از بتسی آسومشائو خواست که جلسه‌ای را ترتیب دهد تا وضعیت عاطفی و روانی سنا مورد بررسی قرار گیرد. سنا تصمیم گرفت که در کنفرانس خبری پس از مرحلهٔ رده‌بندی شرکت نکند، این موضوع باعث شد که در سازمان فیا جلسه‌ای برای بررسی رفتار او تشکیل شود که در نهایت تصمیم بر عدم اعمال هرگونه عمل انضباطی علیه او گرفته‌شد. با این حال، در روز بعد، ناظران مسابقه سنا را از محل اقامتش به بیرون فراخواندند تا با او در مورد اینکه باید اجباراً سوار بر یک خودروی امدادی شده و از محل تصادف راتزنبرگر دیدن کند، صحبت کنند. سپس بحث و جدلی بالا گرفت و سنا از این موضوع بسیار عصبانی شد، ناظران نیز تصمیم گرفتند که برخوردی با او نکنند.
در صبح روز یکشنبه، سنا در مرحلهٔ دست‌گرمی با اختلاف ۰٫۹ ثانیه از سایر رانندگان سریع‌تر بود. او سپس آلن پروست، که سابقاً حریف او در تیم مک‌لارن بود را دید که پشت یک میز نشسته‌است. آن‌ها برای مدت ۳۰ دقیقه با یکدیگر صحبت کردند و سنا اصرار داشت که از پروست برای بهبود وضعیت ایمنی در فرمول یک کمک بگیرد. آن دو در نهایت توافق کردند که پیش از گراند پری موناکو یکدیگر را ملاقات کنند.
پس از آن، سنا یک دور کامل پیست ایمولا را برای شبکهٔ تلویزیونی فرانسوی تی‌اف۱ از داخل خودروی خود فیلم‌برداری کرد و در این فیلم به پروست، که اکنون به‌عنوان مجری در این شبکه فعالیت می‌کرد، این‌گونه اشاره کرد: «یک سلام ویژه به دوست عزیزمان آلن، ما همه دلمان برایت تنگ شده آلن.» پروست گفت که از این حرف سنا حیرت‌زده شده و بسیار تحت تأثیر قرار گرفته‌است.
سنا همراه با گرهارد برگر در جلسهٔ توجیهی رانندگان حضور یافت، از آن‌جا که او به‌خاطر بحثی که پیشتر با مقامات رسمی مسابقه داشت، و این بحث، او را بسیار احساساتی کرده‌بود، تمایلی به صحبت‌کردن نداشت، از برگر خواست که نگرانی‌های او دربارهٔ حضور خودروی ایمنی در طول دور صف‌آرایی، که هیچ نقشی جز تبلیغ مدل جدید خودروی پورشه ۹۱۱ نداشت را بیان کند؛ بنابراین قرار شد که این خودروی ایمنی در گراند پری سان مارینو به‌جای این‌که همزمان با خودروهای فرمول یک خط شروع را ترک کند، پیش از آن‌ها به حرکت درآید.
پس از آن سنا با رانندگان همکار خود ملاقات کرد تا در مورد تشکیل مجدد یک گروه برای رانندگان (انجمن رانندگان گراند پری) برای اقدام جهت افزایش ایمنی در فرمول یک به بحث بپردازد. به عنوان قدیمی‌ترین راننده به سنا پیشنهاد شد که با شروع مسابقهٔ بعدی در موناکو، رهبری گروه را بر عهده بگیرد. نیکی لائودا پیشنهاد سپردن رهبری گروه به سنا را مطرح کرد، چرا که معتقد بود او از شخصیت محکمی برخوردار بوده و به سایر رانندگان متعهد است.

## تصادف در مسابقه

نقشهٔ پیکربندی پیست انزو دینو فراری در سال. پیچ تامبورلو با دایرهٔ زرد رنگ مشخص شده‌است.

در ابتدای مسابقه، پدرو لمی و جی‌جی لتو دچار یک برخورد سنگین شدند، و قطعات خودروهای آن‌ها به داخل جمعیت تماشاچیان پرتاب شد و به افرادی که در کناره‌های پیست، ایستاده بودند، صدمه زد. مقامات پیست، خودروی ایمن اوپل وکترا به رانندگی ماکس آنگللی را به مسیر مسابقه اعزام کردند تا با کاهش سرعت خودروها امکان پاکسازی پیست را فراهم کند. شرکت‌کنندگان برای ۵ دور به حرکت در پشت خودروی ایمنی ادامه دادند. از آن‌جا که خودروی ایمنی وکترا بر اساس یک خودروی سدان خانوادگی ساخته‌شده‌بود و دارای سرعت نسبتاً پایینی بود، سنا به کنار آن آمد تا با اشاره به رانندهٔ آن بگوید که سرعت خود را افزایش دهد؛ این خودرو متعاقباً به‌عنوان یک خودروی نامناسب برای نقش خودروی ایمنی (با توجه به این نکته که ترمزهای آن بسیار داغ شده‌بودند و بنابراین باید با سرعت پایین رانده می‌شد، و این موضوع، خودش می‌توانست باعث تصادف شود)، و دلیلی برای افت فشار ادعاشدهٔ تایرهای خودروهای فرمول یکی که در پشت آن حرکت می‌کردند شناخته‌شد. پیش از دور ششم، دیوید براون از طریق رادیو به سنا گفت که خودروی ایمنی از پیست خارج خواهد شد و سنا نیز این پیام را دریافت کرده‌بود.
در دور ششم، مسابقه از سر گرفته‌شد و سنا بلافاصله با افزایش سرعت خود موفق شد سومین زمان سریع طی یک دور پیست در مسابقه را به ثبت برساند. شوماخر نیز در پشت او در حرکت بود. در پیچ تامبورلو، که یک پیچ به سمت چپ با مسیر مستقیم پس از آن بود، شوماخر متوجه شد که سنا از یک خط تنگ برای گذشتن از این پیچ عبور کرده و خودروی او بر روی رمپ‌های کناری لغزیده‌است.
در دور هفتم، که دومین دوری بود که خودروها با سرعتِ مسابقه حرکت می‌کردند، خودروی سنا در پیچ تامبورلو از مسیر مسابقه خارج شد، یک مسیر مستقیم را به خارج از پیست طی کرد و سپس با یک مانع بتونی محافظت‌نشده برخورد کرد. اطلاعات دوریسنجی‌شده‌ای که از این برخورد به‌دست آمده‌بود، نشان می‌داد که او با سرعت ۳۰۹ کیلومتر بر ساعت (۱۹۲ مایل بر ساعت) وارد پیچ شده، سپس برای کاهش سرعتش ترمز شدیدی گرفته و در نهایت با سرعت ۲۱۱ کیلومتر بر ساعت (۱۳۱ مایل بر ساعت) با دیواره برخورد کرده‌است.
پس از این‌که خودروی سنا متوقف شد، در ابتدا او در داخل خودرو بی‌حرکت بود. بر اساس تصاویر هوایی نمای نزدیک ضبط‌شده، بعد از حدود ۱۰ ثانیه دیده‌شده که سر او به سمت چپ حرکت کرده و دوباره به موقعیت اولیه بازگشته‌است. بعد از آن او دیگر حرکتی از خود نشان نداد. چرخ جلوی سمت راست خودرو بر اثر برخورد، از جا کنده‌شده و به داخل کابین خودرو آمده و با سمت راست قسمت جلویی کلاه ایمنی او برخورد کرده‌بود. شدت برخورد چرخ، سر او را به بالش پشت سرش فشرده‌بود و منجر به پدیداری شکستگی‌های شدیدی در جمجمه‌اش شده‌بود. یکی از قطعات سیستم تعلیق که به چرخ وصل بود، تا حدودی به کلاه ایمنی بل ام۳ او نفوذ کرده بود و باعث تروما در سر او شده‌بود. علاوه بر این، مشخص شد که یک قطعهٔ تیز از مجموعه قطعات عمودی سمت راست نیز از شیشهٔ جلوی کلاه و درست در بالای چشم راست او عبور کرده‌است. سنا از یک کلاه ایمنی مدل ام۳ با اندازهٔ متوسط (۵۸ سانتی‌متر) با شیشهٔ جدید و نازک بل استفاده می‌کرد. هر یک از این سه صدمهٔ واردشده می‌توانست باعث مرگ او شده‌باشد.
بلافاصله پس از تصادف، به وضوح مشخص بود که سنا به چه میزانی صدمه دیده‌است، چرا که کلاه ایمنی بی‌حرکت او دیده می‌شد که به آرامی به سمت راست، متمایل می‌شود. حرکات نامحسوس سر او در ثانیه‌های بعدی امیدهای اشتباهی را برانگیخت. لحظاتی پس از برخورد، آنجلو اورسی، عکاس و یکی از دوستان سنا، پیش از این‌که مارشال‌ها جلوی دید او را بگیرند، تصاویری را از سنا پس از این‌که کلاهش برداشته‌شده بود و وضعیت جسمی او تحت رسیدگی بود، به ثبت رساند. با وجود پیشنهادهای متعددی که دریافت شده‌بود، این عکس‌ها تنها توسط اورسی و خانوادهٔ سنا دیده‌شدند. خانوادهٔ سنا اصرار داشتند که اورسی این تصاویر را منتشر نکند.
مارشال‌های آتش‌نشان، خود را به خودروی سنا رساندند، اما تا پیش از رسیدن کادر پزشکی تأییدشده، مجاز به لمس او نبودند. پس از چند دقیقه، سنا از خودرو بیرون کشیده‌شد. پوشش تلویزیونی از لحظاتی که کارکنان امدادی در حال رساندن کمک‌های پزشکی به سنا بودند، از طریق هلیکوپتری که در بالای پیست، پرواز می‌کرد در سراسر جهان پخش و دیده‌شد. بررسی نزدیک منطقه‌ای که کادر پزشکی در آن در حال رسیدگی به وضعیت سنا بودند وجود مقدار قابل‌توجهی خون بر روی زمین را نشان می‌داد. با توجه به صدمات واضح وارده به سر سنا، برای پزشکان حرفه‌ای حاضر در صحنه محرز بود که او دچار یک ترومای شدید در سرش شده‌است. در همان محل حادثه و در کنار پیست، نای‌شکافی اورژانسی بر روی سنا اعمال شد تا راه تنفس امنی برای او برقرار شود و تیم پزشکی بتواند به‌طور مصنوعی روند تنفس او را حفظ کند. مسابقه یک دقیقه و نه ثانیه پس از تصادف سنا متوقف شد. یان هریسون، مدیر تیم ویلیامز، به بخش کنترل مسابقه رفت و متوجه شد که مقامات مسابقه احساس می‌کنند که تصادف سنا جدی بوده‌است. بعداً برنی اکلستون نیز از راه رسید تا وضعیت را آرام کند.
سید واتکینز، جراح مغز و اعصاب و سرپرست تیم پزشکی فرمول یک حاضر در پیست، نای‌شکافی در محل را بر روی سنا انجام داده‌بود. واتکینز بعداً گزارش داد که:
او به‌نظر آرام بود. من پلک‌هایش را بالا کشیدم و از مردمک چشم‌هایش مشخص بود که دچار صدمهٔ مغزی شدیدی شده‌است. ما او را از کابین خودرو بیرون کشیدیم و بر روی زمین خواباندیم. پس از آن، او آهی کشید و هرچند که من مذهبی نیستم، اما جدا شدن روح او در آن لحظه را حس کردم.
واتکینز، مجاری تنفسی سنا را پاکسازی کرد، جریان خونریزی را متوقف کرد، خون از دست‌رفته را جایگزین کرد و ناحیهٔ گردنی او را به‌حالت ثابت درآورد. پس از آن واتکینز از طریق بیسیم، درخواست یک هلیکوپتر پزشکی کرد و از جووانی گوردینی، که یک متخصص بی‌هوشی و مراقبت‌های ویژه بود درخواست کرد که سنا را تا بیمارستان ماگیور همراهی کند. حدود ۱۰ دقیقه پس از تصادف سنا، یک ناهماهنگی در پیت باعث شد که یک خودروی متعلق به تیم لاروس به رانندگی اریک کوماس مسیر پیت را ترک کند و دوباره اقدام به پیوستن به مسابقهٔ گراند پری‌ای کند که اکنون پرچم قرمز دریافت کرده‌بود. جان واتسون، مفسر شبکهٔ یورو اسپرت در مورد این واقعهٔ مربوط به کوماس گفت: «این مسخره‌ترین چیزی است که در هر زمانی از زندگی‌ام دیده‌ام». مارشال‌هایی که با عصبانیت در منطقهٔ تصادف سنا برای کوماس دست تکان می‌دادند، از خطری که در برخورد با هلیکوپتر امدادی فرود آمده بر روی پیست متوجه خودروی لاروس بود پیشگیری کردند.
خودروی سنا به روی یک کامیون گذاشته شد و به مسیر پیت منتقل شد؛ مقامات مسابقه در آن، جا خودروی سنا را توقیف کردند. با این حال، شخص ناشناسی اصرار داشت که اطلاعات جعبهٔ سیاه موجود در خودرو باید از روی خودرو برداشته شود. در ساعت ۳:۰۰ بعد از ظهر هلیکوپتر امداد در جلوی بیمارستان مگیور فرود آمد. پزشکان سنا را با سرعت به بخش مراقبت‌های ویژه منتقل کردند؛ یک اسکن مغزی تشخیص‌های پزشکی صورت‌گرفته در پیست را تأیید کرد. در ساعت ۳:۱۰ ضربان قلب سنا متوقف شد، دکترها قلب او را احیا کردند و او را بر روی دستگاه پشتیبان حیات قرار دادند. لئوناردو، برادر سنا، هماهنگی‌های لازم برای حضور یک کشیش و اجرای آخرین مراسم مذهبی را انجام داد و این مراسم در ساعت ۶:۱۵ عصر برگزار شد. قلب سنا در ساعت ۶:۳۷ عصر از حرکت ایستاد و تصمیم بر این شد که دیگر عمل احیا بر روی او انجام نگیرد. ماریا ترزا فیاندری، پزشک ارشد بخش اورژانس بیمارستان، که در مرخصی به‌سر می‌برد و در خانه‌اش به همراه پسرانش مسابقه را به‌صورت زنده تماشا می‌کرد، بلافاصله به سمت بیمارستان حرکت کرد و حدود ۲۸ دقیقه پس از حادثهٔ تصادف و همزمان با فرود هلیکوپتر به بیمارستان رسید. او در مصاحبه‌ای که پس از ۲۰ سال انجام داد، تأیید کرد که خونی که سنا از دست داده‌بود به‌خاطر صدمه‌ای بود که به سرخرگ سطحی شقیقه‌ای او وارد شده بود، و این‌که جدای از آسیب‌هایی که به سرش وارد شده‌بود، او ساکت و آرام به‌نظر می‌رسید و باقی اعضا و قسمت‌های بدنش سالم بودند. مسئولیت قرار دادن آخرین اطلاعات در مورد وضعیت پزشکی سنا در اختیار رسانه‌ها و عموم افرادی که در بیمارستان جمع شده‌بودند، بر عهدهٔ فیاندری قرار گرفت و در ساعت ۶:۴۰ عصر او اعلام کرد که سنا مرده‌است.
بعدها این موضوع فاش شد که همزمان که کادر پزشکی مشغول رسیدگی به وضعیت سنا بودند، یک پرچم اتریش تا شده در خودروی او پیدا شده‌بود—پرچمی که او تصمیم داشت پس از پایان مسابقه به افتخار راتزنبرگر آن را بالا ببرد.
کمی پس از مسابقه، یان هریسون از سوی یک وکیل ایتالیایی فراخوانده‌شد تا در جریان مرگ سنا و این‌که این حادثه به‌عنوان یک حادثهٔ تصادف جاده‌ای تلقی خواهد شد، قرار گیرد. پیش از آن و در روز دوم مه، وکیل دیگری هریسون را فراخوانده‌بود و او را به مرده‌شوی‌خانه برده‌بود. به‌محض این‌که از او درخواست شده‌بود که جسد سنا را ببیند، او این درخواست را رد کرده‌بود.

## خاکسپاری

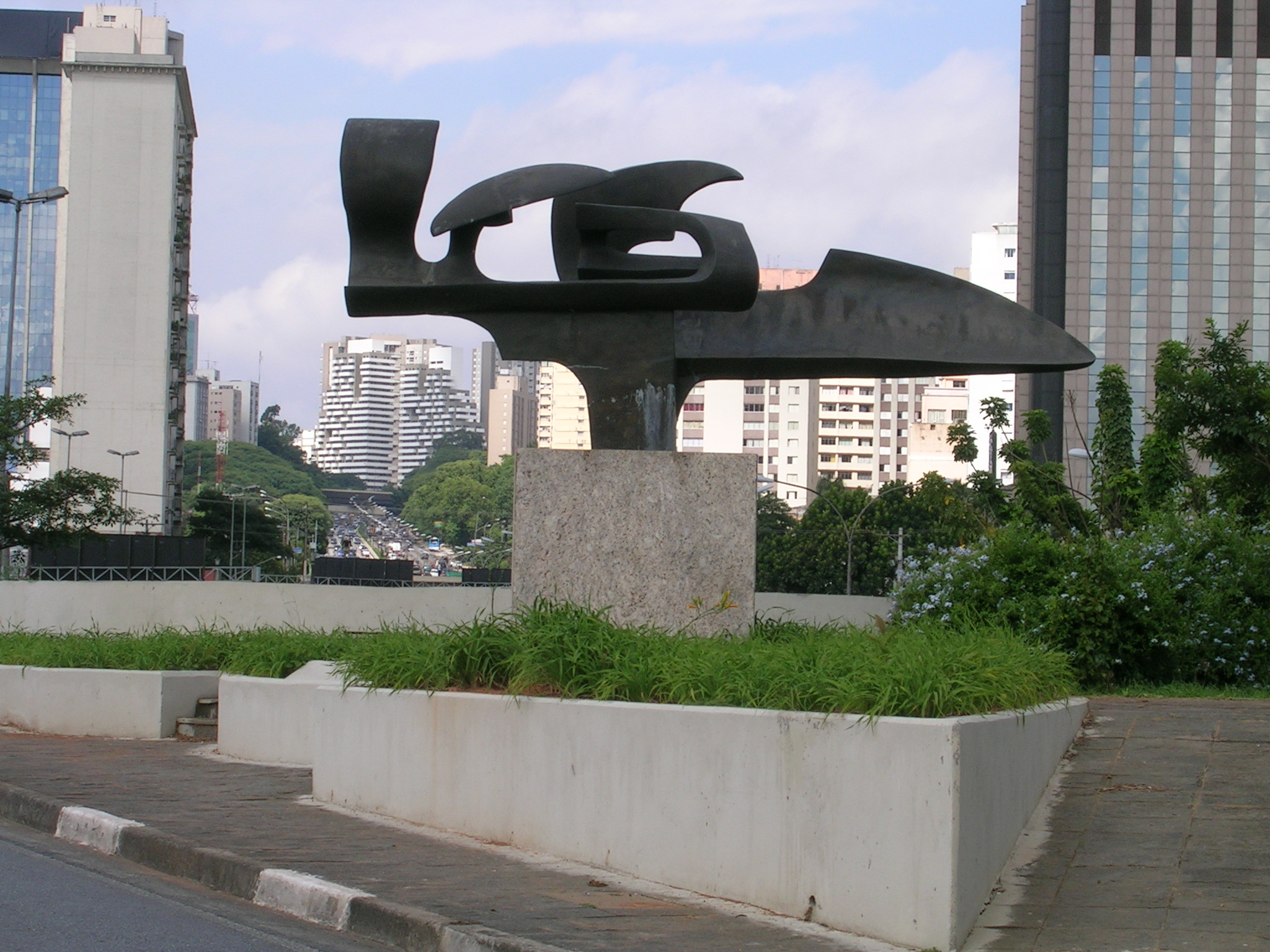
بنای یادبود آیرتون سنا، ساختهٔ ملیندا گارسیا، نصب‌شده در ورودی تونلی در زیر پارک ایبیراپوئرا، سائو پائولو، برزیل

مرگ سنا از سوی بسیاری از طرفداران برزیلی‌اش به‌عنوان یک مصیبت و تراژدی ملی شناخته‌شد و دولت برزیل نیز سه روز عزای ملی برای او اعلان کرد. بر خلاف سیاست‌های خطوط هوایی، تابوت سنا، که با یک پرچم بزرگ برزیل پوشانده شده‌بود، اجازهٔ ورود به هواپیمای مک‌دانل داگلاس ام‌دی-۱۱ متعلق به خطوط هوایی واریگ را، نه به‌عنوان بار، بلکه در داخل کابین مسافران و با همراهی برادر کوچک‌ترش لئوناردو و چند دوست نزدیکش دریافت کرد تا از این طریق به کشورش بازگردانده‌شود.
مراسم خاک‌سپاری، که در ۵ مه ۱۹۹۴ برگزار شد، به‌طور زنده از تلویزیون برزیل پخش شد و تخمین زده‌می‌شود که سه میلیون نفر در خیابان‌های شهر زادگاه او یعنی سائو پائولو حضور یافتند. بسیاری از شخصیت‌های برجستهٔ مسابقات اتومبیل‌رانی در مراسم خاکسپاری سنا حضور یافتند که از جملهٔ آن‌ها می‌توان به آلن پروست، جرارد برگر، جکی استوارت، دیمون هیل، تیری بوتسن، روبنس باریچلو (شاگرد جدید سنا) و امرسون فیتیپالدی، که در جمع تابوت‌برها بودند، اشاره کرد. با این حال، خانوادهٔ سنا اجازهٔ حضور برنی اکلستون، مدیر گروه مدیریت فرمول یک در مراسم را ندادند، و مکس موزلی، رئیس سازمان فیا در خاکسپاری رولند راتزنبرگر که در تاریخ ۷ مه ۱۹۹۴ در زالتسبورگ اتریش برگزار شد، حضور یافت. موزلی ده سال بعد در یک کنفرانس خبری گفت «من به خاکسپاری او رفتم چون همه به مراسم سنا رفته‌بودند. من فکر کردم که مهم است که یک‌نفر هم به خاکسپاری او برود». سنا در قبرستان مارومبی در سائو پائولو دفن شد. سنگ قبر او جملهٔ "Nada pode me separar do amor de Deus" به معنی «هیچ‌چیز نمی‌تواند مرا از عشق به خدا دور کند» را بر روی خود دارد.
در ساختمان مرکزی شرکت هوندا در توکیو، جایی که خودروهای مسابقه‌ای مک‌لارن پس از هر مسابقه معمولاً در آن به نمایش درمی‌آمدند، دسته‌گل‌های یادبود زیادی پس از مرگ سنا دریافت شد؛ در حدی که لابی نمایشگاه از این یادبودها پر شده‌بود. این در حالی بود که سنا دیگر برای مک‌لارن مسابقه نمی‌داد و مک‌لارن نیز در فصل‌های اخیر دیگر از موتورهای هوندا استفاده نمی‌کرد. سنا با هوندا سوییچیرو، بنیانگذار شرکت هوندا روابط ویژه‌ای داشت و با توجه به احترامی که در ژاپن کسب کرده‌بود، یک تندیس نیز از او در ژاپن ساخته شده‌بود.
سازمان فیا برای مسابقهٔ بعدی در موناکو تصمیم گرفت که برای بزرگداشت سنا و راتزنبرگر، دو جایگاه اول در صف شروع مسابقه را خالی گذاشته و آن جایگاه‌ها را به رنگ پرچم‌های برزیل و اتریش رنگ‌آمیزی کند.

## پس‌آیندها

### واکنش‌ها
در برزیل، شبکه‌های تلویزیونی این کشور به جای پخش برنامه‌های زمان‌بندی‌شده و عادی خود، تمام طول روز را برای اعلام خبر درگذشت سنا و بازپخش آخرین مصاحبهٔ او، که یک روز پیش از حادثهٔ تصادف او در اختیار رسانه‌ها قرار گرفته‌بود صرف کردند. بسیاری از طرفداران مسابقات اتومبیل‌رانی برای ادای احترام به سنا، بیرون از بیمارستان مگیور تجمع کردند که این موضوع باعث ایجاد ترافیک سنگین در اطراف بیمارستان شده‌بود. هواداران در محل کارخانهٔ ویلیامز اف۱ در دیدکات نیز تجمع کردند و حدود ۲۰۰ نفر از این افراد، دسته‌گل‌هایی را جلوی در ورودی کارخانه قرار دادند.
رسانه‌های ایتالیایی و برزیلی، سازمان فیا را برای تغییرات ایجادشده در قوانین مسابقه، که از سال ۱۹۹۴ به اجرا درآمده‌بود مورد انتقاد قرار دادند. شوماخر، رانندهٔ تیم بنتون نیز درخواست کرد که ایمنی مسابقات مورد بازبینی و بهبود قرار گیرد. موری واکر، مفسر شبکهٔ بی‌بی‌سی اسپورت، در رابطه با مرگ سنا گفته‌است که روز مرگ او «سیاه‌ترین روز در مسابقات گراند پری است که من به یاد دارم».
دو ماه و نیم پس از مرگ سنا، به‌دنبال پیروزی برزیل در مقابل ایتالیا در جام جهانی فوتبال ۱۹۹۴، که در ایالات متحده برگزار شد، بازیکنان برزیلی پیروزی خود در جام جهانی را به آیرتون سنا تقدیم کردند.

### بهبود ایمنی

پیکربندی پیست پس از این دو تصادف مرگبار در رویداد سال ۱۹۹۴ تغییر یافت.

در ۳ مه، سازمان فیا به درخواست باشگاه اتومبیل‌رانی ایتالیا همایشی را برای بازبینی رویدادهای آخر هفته ترتیب داد. بعدها، هیئت حاکم بر مسابقات برای راند بعدی در موناکو، قوانین ایمنی جدیدی را وضع و اعلام کرد. این اقدامات ایمنی مواردی نظیر کنترل ورودی و خروجی مسیر پیت با استفاده از یک مسیر منحنی جهت اجبار خودروها به کاهش سرعت و همچنین ممنوعیت حضور مکانیک‌های تیم در سطح مسیر پیت، به‌جز در مواردی که رانندگان برای پیت‌استاپ وارد مسیر پیت می‌شدند، را شامل می‌شد. در کنار این اقدامات، برای تعیین ترتیب و نوبت تیم‌ها جهت انجام پیت‌استاپ نیز در ابتدای هر مسابقه، قرعه‌کشی انجام می‌گرفت و نوبت‌های مشخص‌شده تنها به موارد اضطراری اختصاص می‌یافتند و خودروها در این پیت‌استاپ‌ها مجاز به تعویض تایر یا سوخت‌گیری نبودند. بر پایه گزارش‌ها، فدریکو بندینلی، یکی از مقامات پیست ایمولا در ۸ مه گفت که سنا پیچ تامبورلو را بررسی کرده‌بود و به گفتهٔ او در این پیچ، مشکلی وجود نداشت. تیم ویلیامز با استفاده از تجهیزاتی که در اختیار داشتند، اقدام به انجام آزمون‌هایی برای شبیه‌سازی تصادف سنا با استفاده از داده‌های به‌دست آمده از تصادف کردند. آن‌ها در شبیه‌سازی‌های خود، یک نقص فنی مکانیکی را شبیه‌سازی کردند که در نهایت، قطعیت آن اثبات نشد. در مسابقهٔ بعدی در موناکو، نیکی لائودا، قهرمان جهان که اکنون بازنشسته شده‌بود، اعلام کرد که انجمن رانندگان گراند پری (جی‌دی‌پی‌ای) دوباره تشکیل خواهد شد. نیکی لائودا به همراه رانندگان فعال میشائیل شوماخر، گرهارد برگر و کریستین فیتیپالدی به‌عنوان نمایندگان این انجمن انتخاب شدند. در پایان فصل مسابقات، انجمن رانندگان، خواستار بهبود وضعیت ایمنی در مسابقات فرمول یک توسط فدراسیون بین‌المللی اتومبیل‌رانی شد. سازمان فیا نیز بی‌درنگ به این درخواست پاسخ داد و تغییراتی را در قوانین اعمال کرد که این تغییرات از این قرار بودند:
برای گراند پری اسپانیا:
- اندازهٔ دیفیوزرها کاهش خواهد یافت؛
- صفحه‌های انتهای بال جلو بلندتر خواهند شد؛
- اندازهٔ بال جلو کاهش خواهد یافت.

با تمام این تغییرات، نیروی رو به پایین به‌میزان ۱۵٪ کاهش خواهد یافت.
برای گراند پری کانادا:
- جهت افزایش و بهبود حفاظت جانبی از سر رانندگان، ارتفاع لبه‌های جانبی کابین راننده افزایش خواهد یافت؛
- حداقل وزن برای یک خودروی فرمول یک به میزان ۲۵ کیلوگرم افزایش خواهد یافت (این میزان همزمان با گراند پری کانادا به ۱۵ کیلوگرم تغییر یافت)؛
- برای کاهش احتمال جدا شدن چرخ جلو و برخورد آن با راننده، استحکام جناق‌های سیستم تعلیق جلو افزایش خواهد یافت؛
- برای جلوگیری از برخورد سر رانندگان با بخش جلویی کابین راننده، طول کابین راننده افزایش خواهد یافت؛
- استفاده از پمپ بنزین اجباری خواهد شد؛
- با هدف کاهش جریان ورودی هوا به موتور و در نتیجه کاهش قدرت در دسترس، جعبه‌های هوای موتور حذف خواهند شد.

از دیگر تغییرات اعمال شده در قوانین ایمنی فرمول یک می‌توان به بهبود حصارهای حائل تصادف، طراحی مجدد حصارهای لاستیکی و پیکربندی پیست‌ها، استانداردهای بالاتر برای ایمنی تصادف، لبه‌های مرتفع‌تر در اطراف کابین راننده و محدود شدن حجم موتورها به ۳ لیتر اشاره کرد. سازمان فیا بلافاصله پس از حادثه پیست انزو دینو فراری در ایمولا را مورد بازرسی قرار داد، و در نتیجهٔ این بررسی‌ها، پیچ معروف تامبورلو در این پیست به یک مانع چپ-راست تغییر یافت.
در فوریهٔ ۱۹۹۵ یک گزارش ۵۰۰ صفحه‌ای توسط گروهی از بازرسان قضایی تسلیم دادستان‌های ایتالیا شد که در آن گزارش، تصادف سنا به نقص در ستون فرمان، که در پی تغییرات اعمال‌شده پیش از مسابقه ایجاد شده‌بود، نسبت داده‌شد.